# Cyrtodactylus robustus
Cyrtodactylus robustus es una especie de gecos de la familia Gekkonidae.

## Distribución geográfica
Es endémica de la isla Rossel, del archipiélago de las Luisiadas (Papúa Nueva Guinea).